# 圣索沃尔多尼斯
圣索沃尔多尼斯（法語：Saint-Sauveur-d'Aunis，法語發音：[sɛ̃ sovœʁ doni(s)]，意为“欧尼斯的圣索沃尔”）是法国滨海夏朗德省的一个市镇，位于该省北部，属于拉罗谢尔区。

## 地理
圣索沃尔多尼斯（46°12'56"N, 0°53'11"W）面积19.66 平方千米，位于法国新阿基坦大区滨海夏朗德省，该省份为法国西部滨海省份，北起旺代省，西临大西洋，南至吉倫特省，东南接多爾多涅省，东北接德塞夫勒省接壤，东临夏朗德省。
与圣索沃尔多尼斯接壤的市镇（或旧市镇、城区）包括：阿奈、昂格利耶、伯农、费里耶尔、勒盖达勒雷、尼阿耶多尼斯、圣让德利韦尔赛。

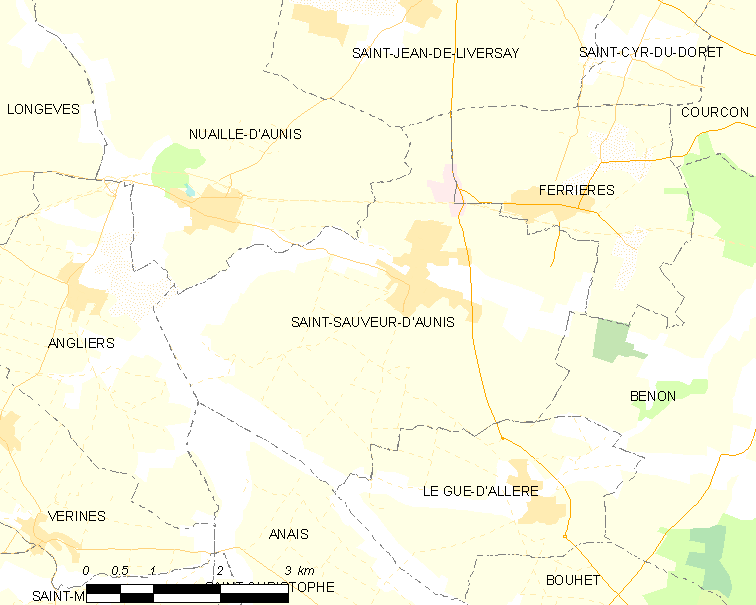
圣索沃尔多尼斯的OSM定位图

圣索沃尔多尼斯的时区为UTC+01:00、UTC+02:00（夏令时）。

## 行政
圣索沃尔多尼斯的邮政编码为17540，INSEE市镇编码为17396。

## 政治
圣索沃尔多尼斯所属的省级选区为马朗县。

## 人口

1962-2008年间圣索沃尔多尼斯人口变化图示

圣索沃尔多尼斯于2022年1月1日时的人口数量为1885人。